# Leone Vorster
Pour les articles homonymes, voir Vorster.
Leone Vorster, née le 5 février 1988, est une nageuse sud-africaine.

## Carrière
Leone Vorster est médaillée d'or du 100 mètres nage libre, du 200 mètres nage libre, du 400 mètres nage libre et des relais 4 x 100 mètres nage libre, 4 x 200 mètres nage libre et 4 x 100 mètres quatre nages, ainsi que  médaillée d'argent du 100 mètres papillon aux Championnats d'Afrique de natation 2006 à Dakar
Elle remporte ensuite la médaille de bronze du 400 mètres nage libre à l'Universiade d'été de 2009 à Belgrade.
Aux Championnats d'Afrique de natation 2010 à Casablanca, elle obtient la médaille d'or du 200 mètres nage libre, du 400 mètres nage libre et des relais 4 x 100 mètres nage libre et 4 x 200 mètres nage libre, ainsi que la médaille d'argent du 100 mètres nage libre.